# Jordi Burillo
Jordi Burillo Puig (Mataró, 7 dicembre 1972) è un ex tennista spagnolo.

## Carriera
Ottenne il suo best ranking in singolare il 22 aprile 1996 con la 43ª posizione, mentre nel doppio divenne il 2 febbraio 1998, il 100º del ranking ATP.
In carriera, in singolare, vinse un unico torneo ATP, su tre finali disputate. Questa unica vittoria avvenne nel 1993 al Bologna Open; in finale superò con il punteggio di 7–6(4), 6(7)–7, 6-1, il russo Andrej Čerkasov. Le altre due finali raggiunte in singolare sono state ottenute anch'esse in tornei giocati in Italia: nell'ATP Firenze sempre nel 1993 e nei Campionati Internazionali di Sicilia nel 1995.
L'unico successo ottenuto in doppio è stato raggiunto nel 1997 al Torneo Godó, torneo che faceva parte dell'ATP Championship Series; in quell'occasione, in coppia con l'iberico Alberto Berasategui, superò in due set la coppia composta dall'argentino Pablo Albano e dallo spagnolo Àlex Corretja.
Fu convocato un'unica volta nella squadra spagnola di Coppa Davis nel 1994 nell'incontro di quarti di finale del World Group contro la Germania; nei due singolari disputati ottenne una vittoria, su Marc-Kevin Goellner, ed una sconfitta con Michael Stich.

## Statistiche

### Tornei ATP

#### Singolare

##### Vittorie (1)
| Legenda singolare                                    |
| Grande Slam (0)                                      |
| ATP World Tour Finals (0)                            |
| ATP Super 9 / ATP Masters Series (0)                 |
| ATP Championship Series / ATP International Gold (0) |
| ATP World Series / ATP International Series (1)      |

| Numero | Data           | Torneo                | Superficie  | Avversario in finale | Punteggio           |
| 1.     | 17 maggio 1993 | Bologna Open, Bologna | Terra rossa | Andrej Čerkasov      | 7–6(4), 6(7)–7, 6-1 |

##### Sconfitte in finale (2)
| Legenda singolare                                    |
| Grande Slam (0)                                      |
| ATP World Tour Finals (0)                            |
| ATP Super 9 / ATP Masters Series (0)                 |
| ATP Championship Series / ATP International Gold (0) |
| ATP World Series / ATP International Series (2)      |

| Numero | Data              | Torneo                                        | Superficie  | Avversario in finale | Punteggio           |
| 1.     | 7 giugno 1993     | ATP Firenze, Firenze                          | Terra rossa | Thomas Muster        | 1-6, 5-7            |
| 2.     | 25 settembre 1995 | Campionati Internazionali di Sicilia, Palermo | Terra rossa | Francisco Clavet     | 7–6(2), 3-6, 6(1)–7 |

#### Doppio

##### Vittorie (1)
| Legenda singolare                                    |
| Grande Slam (0)                                      |
| ATP World Tour Finals (0)                            |
| ATP Super 9 / ATP Masters Series (0)                 |
| ATP Championship Series / ATP International Gold (1) |
| ATP World Series / ATP International Series (0)      |

| Numero | Data           | Torneo                  | Superficie  | Compagno            | Avversari in finale        | Punteggio |
| 1.     | 14 aprile 1997 | Torneo Godó, Barcellona | Terra rossa | Alberto Berasategui | Pablo Albano Àlex Corretja | 7-6, 7-6  |

##### Sconfitte in finale (2)
| Legenda singolare                                    |
| Grande Slam (0)                                      |
| ATP World Tour Finals (0)                            |
| ATP Super 9 / ATP Masters Series (0)                 |
| ATP Championship Series / ATP International Gold (0) |
| ATP World Series / ATP International Series (2)      |

| Numero | Data             | Torneo                                             | Superficie  | Compagno            | Avversari in finale        | Punteggio     |
| 1.     | 20 agosto 1990   | Internazionali di Tennis di San Marino, San Marino | Terra rossa | Marcos Górriz       | Vojtěch Flégl Daniel Vacek | 1-6, 6-4, 6-7 |
| 2.     | 8 settembre 1997 | Marbella Open, Marbella                            | Terra rossa | Alberto Berasategui | Karim Alami Julián Alonso  | 6-4, 3-6, 0-6 |

### Tornei minori

#### Singolare

##### Vittorie (4)
| Legenda tornei minori |
| Challenger (4)        |
| Futures (0)           |

| Numero | Data              | Torneo                          | Superficie  | Avversario in finale | Punteggio        |
| 1.     | 8 maggio 1995     | BMW Ljubljana Open, Lubiana     | Terra rossa | Adrian Voinea        | 6-2, 6-1         |
| 2.     | 18 settembre 1995 | Ciutat de Barcelona, Barcellona | Terra rossa | Carlos Moyá          | 6-3, 6-3         |
| 3.     | 21 luglio 1997    | Ostend Challenger, Ostenda      | Terra rossa | Álex Calatrava       | 7-6, 3-6, 7-5    |
| 4.     | 4 agosto 1997     | Open Castilla y León, Segovia   | Cemento     | Nicolas Escudé       | 6-3, 2-1, ritiro |

#### Doppio

##### Vittorie (3)
| Legenda tornei minori |
| Challenger (3)        |
| Futures (0)           |

| Numero | Data           | Torneo                          | Superficie  | Compagno       | Avversari in finale             | Punteggio     |
| 1.     | 12 aprile 1993 | Ciutat de Barcelona, Barcellona | Terra rossa | Sergio Casal   | Maurice Ruah Mario Tabares      | 6-2, 4-6, 6-1 |
| 2.     | 13 marzo 1995  | Agadir Challenger, Agadir       | Terra rossa | Francisco Roig | Jordi Arrese José Antonio Conde | 6-3, 1-6, 7-6 |
| 3.     | 5 agosto 1996  | Open Castilla y León, Segovia   | Cemento     | Emilio Sánchez | José Antonio Conde Nuno Marques | 6-4, 7-5      |